# Fabian Schnaidt

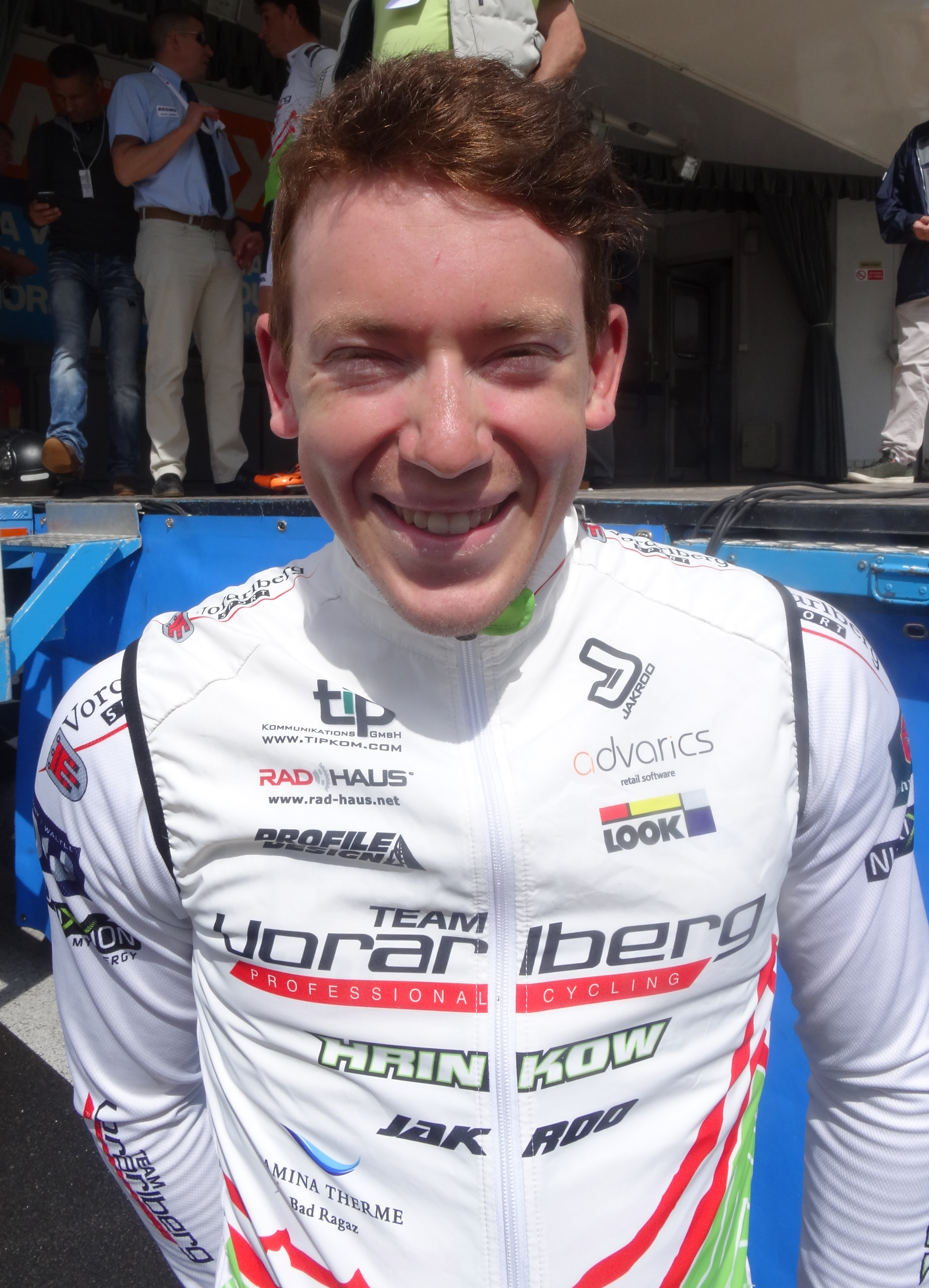
Fabian Schnaidt beim Paris-Arras Tour 2014.

Fabian Schnaidt (* 27. Oktober 1990 in Tübingen) ist ein ehemaliger deutscher Straßenradrennfahrer.

## Sportliche Laufbahn
Fabian Schnaidt wurde 2011 Deutscher Straßenmeister in der U23-Klasse. Daraufhin wechselte er 2012 zum Team Specialized Concept Store, wo er mit Siegen bei der La Tropicale Amissa Bongo, der Oberösterreichrundfahrt und der Tour of Qinghai Lake seine ersten internationalen Erfolge feiern konnte. Im Folgejahr fuhr er für das Professional Continental Team Champion System, welches zum Jahresende 2013 aufgelöst wurde. Er konnte bei dieser chinesischen Mannschaft aufgrund Verletzungen nicht an seine bisherigen Erfolge anknüpfen. Cottbus–Görlitz–Cottbus konnte er 2011 für sich entscheiden. Zum Ende der Saison 2014 beendete er seine aktive Radsport-Laufbahn, um ein Studium des Wirtschaftsingenieurwesens aufzunehmen.

## Erfolge
2011
- Deutscher Straßenmeister U23

2012
- eine Etappe La Tropicale Amissa Bongo
- eine Etappe Oberösterreichrundfahrt
- eine Etappe Tour of Qinghai Lake

2014
- eine Etappe Tour de Taiwan
- eine Etappe Paris-Arras
- zwei Etappen Tour of Iran

## Teams
- 2010 Team Bergstraße
- 2011 Seven Stones (Stagiaire)
- 2012 Team Specialized Concept Store
- 2013 Champion System
- 2014 Team Vorarlberg